# Trigonometrische Interpolation
Die trigonometrische Interpolation ist ein Begriff aus dem mathematischen Teilgebiet der Numerik. Man sucht dabei zu vorgegebenen Punkten ein trigonometrisches Polynom (eine Summe von Sinus und Cosinus gegebener Periodenlängen), welches durch alle diese Punkte geht. Es handelt sich also um ein spezielles Interpolationsverfahren, das insbesondere für die Interpolation periodischer Funktionen geeignet ist.
Sind die Abstände zwischen den vorgegebenen Punkten gleich, so liegt ein wichtiger Spezialfall vor. Bei diesem kann die Lösung mittels der diskreten Fouriertransformation berechnet werden.

## Formulierung des Interpolationsproblems
Ein trigonometrisches Polynom vom Grad {\displaystyle n} hat die Form
{\displaystyle p(x)=a_{0}+\sum _{j=1}^{n}a_{j}\cos(jx)+\sum _{j=1}^{n}b_{j}\sin(jx).\,}
Dieser Ausdruck besitzt {\displaystyle 2n+1} Koeffizienten {\displaystyle a_{0},a_{1},\dots a_{n},b_{1},\dots b_{n}}, sodass wir {\displaystyle 2n+1} Interpolationsbedingungen voraussetzen:
{\displaystyle p(x_{k})=y_{k},\quad k=1,\ldots ,2n+1.\,}
Da das trigonometrische Polynom periodisch mit der Periode {\displaystyle 2\pi } ist, kann man ohne Beschränkung der Allgemeinheit
{\displaystyle 0\leq x_{0}<x_{1}<\cdots <x_{2n}<2\pi \,}
voraussetzen. 
Im Allgemeinen ist es nicht notwendig, dass diese Punkte äquidistant sind. Das Interpolationsproblem besteht nun darin, Koeffizienten zu finden, sodass das trigonometrische Polynom {\displaystyle p} die Interpolationsbedingungen erfüllt.

## Lösung des Problems
Unter den oben aufgeführten Bedingungen existiert eine eindeutige Lösung des Problems. Diese Lösung kann in einer zur Interpolationsformel von Lagrange ähnlichen Form angegeben werden:
{\displaystyle p(x)=\sum _{k=1}^{2n+1}y_{k}\prod _{j=1,j\neq k}^{2n+1}{\frac {\sin {\frac {1}{2}}(x-x_{j})}{\sin {\frac {1}{2}}(x_{k}-x_{j})}}.\,}
Es kann gezeigt werden, dass dies ein trigonometrisches Polynom ist, indem man die Formel für Vielfache der Winkel und andere Identitäten für {\displaystyle \sin {\frac {1}{2}}(x-x_{j})} anwendet.

## Formulierung in der komplexen Ebene
Das Problem wird einfacher, wenn wir es in der komplexen Ebene beschreiben. Wir können die Formel für ein trigonometrisches Polynom umschreiben zu
{\displaystyle p(x)=\sum _{j=-n}^{n}c_{j}e^{ijx},\,}
wobei {\displaystyle i} die imaginäre Einheit ist. Setzen wir {\displaystyle z=e^{ix}}, dann wird daraus
{\displaystyle q(z)=\sum _{j=-n}^{n}c_{j}z^{j}.\,}
wobei {\displaystyle q(e^{ix})=p(x)} .
Dadurch wird das Problem der trigonometrischen Interpolation auf eines der Polynominterpolation auf dem Einheitskreis reduziert. Die Existenz und Eindeutigkeit der trigonometrischen Interpolation folgen unmittelbar aus den entsprechenden Ergebnissen für die Polynominterpolation.

## Äquidistante Stützstellen und die diskrete Fouriertransformation
Der spezielle Fall, wenn die Punkte {\displaystyle x_{k}} äquidistant verteilt sind, ist besonders wichtig. In diesem Fall gilt
{\displaystyle x_{k}={\frac {2k\pi }{2n+1}}}
Die Transformation, die die Stützstellen {\displaystyle y_{k}} auf die Koeffizienten {\displaystyle a_{j}} und {\displaystyle b_{j}} abbildet wird diskrete Fouriertransformation (DFT) der Ordnung {\displaystyle 2n+1} genannt.  
Der Fall einer rein cosinus-basierten Interpolation für äquidistant verteilte Stützstellen, der auf ein trigonometrisches Polynom führt, wenn die Stützstellen ungerade symmetrisch sind, wurde 1754 von Alexis  Clairaut behandelt. In diesem Fall ist die Lösung äquivalent zu einer diskreten Cosinustransformation. Die rein sinus-basierten Interpolation für äquidistant verteilte Stützstellen, die einer diskreten Sinustransformation. Das vollständige Cosinus- und Sinus-Interpolationspolynom, das zur DFT führte, wurde von Carl Friedrich Gauß um 1805 in einer unveröffentlichten Arbeit gelöst, in der er auch einen Algorithmus zur schnellen Fouriertransformation hergeleitet hat, um die Polynome zu berechnen.  Clairaut, Lagrange und Gauß beschäftigten sich alle mit dem Problem die Bahn von Planeten, Asteroiden usw. aus einer endlichen Menge von Beobachtungspunkten herzuleiten. Da die Bahnen selbst periodisch sind, war ein trigonometrisches Polynom die natürliche Wahl.